# Johnny Chan
Johnny "Orient(al) Express" Chan (kinesiska: 陳強尼), född 1957 i Guangzhou, Kina (men bosatt i USA sedan sex års ålder då hans familj emigrerade), är en professionell amerikansk pokerspelare.

## Pokerkarriär
Johnny vann World Series of Pokers Main Event två år i rad, 1987 och 1988, således den senaste som lyckats försvara sin världsmästartitel. 1989 kom han tvåa då han blev slagen av Phil Hellmuth. Känd även för sin medverkan i pokerfilmen Rounders - Sista spelet med Matt Damon i huvudrollen.
Från 2007 räknat, uppgår Chans sammanlagda turneringsvinster till över $5 700 000.

## WSOP-armband
| År   | Turnering                                        | Pris (USD) |
| ---- | ------------------------------------------------ | ---------- |
| 1985 | $1 000 Limit Hold'em                             | $171 000   |
| 1987 | $10 000 No Limit Hold'em World Championship      | $625 000   |
| 1988 | $10 000 No Limit Hold'em World Championship      | $700 000   |
| 1994 | $1 500 Seven Card Stud                           | $135 600   |
| 1997 | $5 000 Deuce to Seven Draw                       | $164 250   |
| 2000 | $1 500 Pot Limit Omaha                           | $178 800   |
| 2002 | $2 500 No Limit Hold'em Gold Bracelet Match Play | $34 000    |
| 2003 | $5 000 No Limit Hold'em                          | $224 400   |
| 2003 | $5 000 Pot Limit Omaha                           | $158 100   |
| 2005 | $2 500 Pot Limit Hold'em                         | $303 025   |